# Dom na Smrekovcu
Dom na Smrekovcu (1377 m) je planinska koča, ki stoji na južnem pobočju Smrekovca v Kamniško-Savinjskih Alpah. Prvotna koča je bila zgrajena leta 1933 s strani Šaleške podružnice Slovenskega planinskega društva, požgana med drugo svetovno vojno. Nova postojanka je bila postavljena leta 1951, obnovljena in povečana v letih 1976-77, ko je dobila tudi sedanje ime. Dom upravlja PD Črna na Koroškem.

## Dostopi
- 3h: iz Črne na Koroškem,
- 4½h: iz Šoštanja  (po cesti mimo Belih vod, 26 km),
- 3½h: z Ljubnega ob Savinji (po cesti mimo Ljubenskih Rastk, 16 km).

## Prehodi
- 2½h: Mozirska koča na Golteh (1356 m)
- 5h:  Koča na Loki pod Raduho (slovenska planinska pot, 1534 m), mimo Koče na Travniku (2½h, 1548 m)
- 2½h: Andrejev dom na Slemenu (slovenska planinska pot, 1086 m)
- 4½h: Dom na Uršlji gori (1680 m)

## Vzponi na vrhove
- ½h: Smrekovec (1577 m)
- 2h: Komen (1684 m)